# Sketch à gogo
Sketch à Gogo was een komische televisiereeks uit 2004 die uitgezonden werd door VTM. In dit programma speelden Stany Crets en Peter Van den Begin allerlei korte sketches. Verder werden er persiflages gebracht op bestaande televisieprogramma's, zowel van VTM als VRT.
Bekende typetjes die in onderdelen van de televisiereeks herhaald werden, waren:
- Ramon en Theo (parodie op Gaston en Leo)
- Frans van het Moppenmagazijn
- André Bodifee
- Meneer Doktoor en Meneer van Puymbroek
- De Twee Holbewoners
- De Twee Indianen
- Wolf en Dolf Van Dam in Dolf Van Dam's Dolle Dierenhoek
- Dolf Van Dam en Stavros Koukalouris in Grieks voor op verlof
- Samsung en Bert (parodie op Samson en Gert)

Het programma werd gemaakt door Elisabeth nv, het produktiehuis dat Crets en Van Den Begin in 2002 oprichtten. Stukjes uit dit programma worden nog steeds herhaald in Sketch Up.